# Jamil Sadegholvaad
Jamil Sadegholvaad (in persiano جمیل صادق‌الواد‎, Jamīl Ṣādiq al-Vād; Rimini, 14 giugno 1972) è un politico italiano di origine iraniana, sindaco di Rimini dal 7 ottobre 2021 e presidente dell'omonima provincia dal 24 novembre 2022.

## Biografia
Nato da padre iraniano e madre italiana di Coriano, Sadegholvaad si è laureato in scienze politiche alla sede di Forlì dell'Università di Bologna, alternando lo studio con il lavoro nel negozio di tappeti persiani aperto dai genitori.

### Attività politica
Membro del Partito Democratico sin dalla sua fondazione, esordisce in politica nel 2009 come assessore all'industria nell'amministrazione provinciale di Rimini guidata da Stefano Vitali fino al 2011.
Alle elezioni amministrative del 2011, viene chiamato a far parte della giunta comunale di Rimini dal sindaco Andrea Gnassi nelle vesti di assessore alla sicurezza, incarico ricoperto per dieci anni dal 2011 al 2021.

#### Sindaco di Rimini
In vista delle elezioni amministrative del 2021, Sadegholvaad viene scelto dal suo partito come candidato sindaco di Rimini, alla guida di una coalizione di centro-sinistra formata da PD, Rimini Futura - Azione, Rimini Coraggiosa, Europa Verde e Lista Jamil. Al momento del suo ingresso alla corsa di primo cittadino, si auto-soprannomina scherzosamente su Facebook "quello con il cognome strano"; in seguito lascia solo il nome di battesimo Jamil sui manifesti elettorali.
Alla tornata elettorale viene eletto al primo turno con il 51,32% dei voti (il suo principale rivale, il candidato del centro-destra Enzo Ceccarelli, si ferma al 32,94%). Subito dopo la vittoria, il 5 ottobre, dichiara: "Ho un nome strano, però credo che i riminesi ormai mi conoscano". La proclamazione di Sadegholvaad e l'entrata in carica hanno luogo il 7 ottobre successivo.